# Tallende
Tallende é uma comuna francesa na região administrativa de Auvérnia-Ródano-Alpes, no departamento Puy-de-Dôme. Estende-se por uma área de 5,99 km². Em 2010 a comuna tinha 1 545 habitantes (densidade: 257,9 hab./km²).
Ao sul de Tallende se localiza um dos pontos mais famosos da cidade que se chama "Dagolbert", recebendo mais de 10,000 mil pessoas por ano.